# 와일드 이즈 더 윈드
와일드 이즈 더 윈드(Wild Is The Wind)는 미국에서 제작된 조지 큐커 감독의 1957년 드라마 영화이다. 안나 마냐니 등이 주연으로 출연하였고 할 B. 월리스 등이 제작에 참여하였다.

## 출연

### 주연
- 안나 마냐니
- 앤서니 퀸

### 조연
- 조셉 칼레이아
- 제임스 플러빈
- 안소니 프란시오사
- 돌로레스 하트
- 릴리 발렌티
- 이피게니 캐스티글리오니

## 제작진
- 원작자: 비토리오 니노 노바레즈

## 같이 보기
- 어울리지 않는 사람들